# Даурская пищуха
 Дау́рская пищу́ха (лат.  Ochotona dauurica) — млекопитающее рода пищух отряда зайцеобразных.

## Внешний вид
Длина тела даурской пищухи в среднем 180—195 мм Хвост очень короткий. Длина ступни — 29—31 мм; ступни задних лап светлые. Уши короткие — 16—25 мм. По краю ушной раковины располагается узкая светлая кайма. Вибриссы — 40—55 мм. Края губ и кончик носа покрыты светлыми волосами.
Цвет летнего меха — буроватый (у разных подвидов варьирует от бледного, желтовато- палево-серого до более тусклого и темного, палево-серого). Зимний мех однотонный серый с палевым оттенком. Линяет даурская пищуха два раза в год. Весенняя линька проходит в период с середины мая до конца июля; осенняя заканчивается в первой декаде октября.

## Распространение
Ареал даурской пищухи весьма обширен и включает Юго-Восточный Алтайские горы, Туву, Джидинский, Кяхтинский, Селенгинский и Мухоршибирский районы Бурятии, юго-восток Читинской области (от Кыринского района на западе до Газимуро-Заводского на востоке), Монголию (за исключением горных лесов и пустынь южнее Монгольского и Гобийского алтая), Северный Китай (провинции: Внутренняя Монголия, Ганьсу, Шаньси, Шэньси, Хэбэй, Хэнань, Цинхай, Гуанси-Чжуанский автономный район).
Ископаемые остатки даурской пищухи встречаются повсеместно в Забайкалье в отложениях среднего и позднего плейстоцена и голоцена на территории от Джидинского и Кяхтинского районов на юге до Баргузинской котловины (за пределами современного ареала) на севере. Особенно многочисленны находки в слоях позднего плейстоцена, что свидетельствует о процветании вида в тот период.

## Образ жизни
Даурская пищуха отличный землерой. Это один из немногих видов семейства, сумевший отлично приспособиться к постоянной жизни в норах.
Северная часть ареала пищух представляет собой злаковые и полынные степи. Здесь пищухи роют сложные, сильно разветвленные, но неглубокие (до 15 см) норы, имеющие 15 — 20 входов-выходов. Живут колониями, держатся на протяжении всего года парами. Внутренняя площадь, системы нор одной семьи — 25—36 м². Площадь же территории поверхности, занимаемой этой семьёй, может доходить до 700 квадратных метров. Кроме основного лабиринта на этой территории имеются и простые норы с 2—3 выходами, служащие временными убежищами от хищников. Системы нор соседних семей часто соединяются между собой — зверьки не агрессивны друг к другу, между особями в колониях преобладают дружелюбные отношения. Плотность пищух в некоторых местах ареала достаточно велика. О численности зверьков можно судить по количество их экскрементов на поверхности земли — в местах высокой концентрации пищух мелкие, как дробь, их фекалии сплошь усыпают все впадины почвы.
Южная, большая часть ареала пищух — полупустыня. Здесь пищухи поселяются на пониженных, более увлажненных участках, где богаче растительность. Соответственно и распространение пищух по территории здесь более спорадическое, — колонии удалены друг от друга иногда на значительные расстояния. Зверек избегает близости человеческих поселений, незакреплённых песков и щебнистых шлейфов.
Встречается даурская пищуха и на горных лугах до 3000 м над уровнем моря, однако, в отличие от монгольской пищухи, она избегает скальных участков.
Как и большинство других пищух, даурская — дневное животное. Весной бодрствует весь световой день, летом же и осенью наибольшую активность проявляет утром и вечером, днем в жаркие часы почти не появляется из нор. В ветреные дни активность животных понижена, в пасмурные и безветренные она значительно возрастает.
Во время кормежки и заготовки запасов кормов на зиму пищуха часто издает длинную раскатистую, постепенно затихающую трель.
В зимнюю спячку даурская пищуха не впадает. Зимой в сильные морозы из нор зверьки не выходят, при небольших морозах в безветренные ясные дни показываются на поверхности, греются на солнце у входа или перебегают с места на место.
Продолжительность жизни пищух около трёх лет. Большинство гибнет в первый год жизни, становясь добычей различных хищников.

### Питание
Рацион даурской пищухи разнообразен и включает в себя около 60 видов травянистых растений, а также грибы, листья и молодые побеги кустарников. Предпочтительными растениями являются: полынь холодная (Artemisia frigida), лапчатка бесстебельная (Potentilea acaulis), змеёвка (Cleistogenes), житняк (Agropyron), астрагал (Astragalus), желтушник (Erysimum), змееголовник (Dracocephalum), полукустарник кохия (Kochia).
На зиму даурская пищуха делает запасы корма: срезанные листья ириса, злаков, полыни и других трав зверьки складывают в стожки диаметром до 50 см и высотой 30—40 см. Запасенные листья и стебли время от времени перекладывают для просушивания. Стожки чаще всего располагаются у стволов деревьев или кустарников рядом со входами в нору. «Заготовка» сена начинается во всех частях ареала в июле—августе, в некоторых местах, возможно, раньше. Иногда при малом количестве корма случаются случаи воровства припасов у соседних семей.

### Размножение
Размножаются зверьки с апреля по сентябрь. В год бывает 2 (иногда 3) выводка по 3—8 детенышей. Наибольшая интенсивность размножения наблюдается в июне—июле, когда в него включаются прибылые первого помета.
Беременность у даурской пищухи длится около 25 дней. Детенышей самка рожает в гнезде в специальной камере внутри норы. В помете 3—8 детенышей. Самца к новорожденным самка не подпускает — он в это время вынужден жить в удаленной от гнезда части норы.
Детеныши пищухи рождаются совершенно беспомощными: голыми, слепыми и глухими. Однако уже через несколько часов шкурка их темнеет, а через два дня покрывается серенькой детской шерсткой. К этому времени у пищушат появляются и первые зубы — резцы. Развитие молодых пищух происходит стремительно, буквально «не по дням, а по часам». В шестидневном возрасте ещё слепые детеныши бойко ползают. На восьмой день у них открываются глаза, и малыши начинают обследовать нору. На десятый-одиннадцатый день он и уже могут выбираться из норы, чтобы посидеть на солнышке. В это же время они знакомятся со своим отцом. При первой встрече самец долго обнюхивает детенышей, улавливая привычный запах своей норы, знакомый запах самки — матери малыша, запоминает новый для него запах самих малышей. В первые дни детеныши отходят от норы всего на несколько метров. Но постепенно отваживаются обследовать самые дальние уголки родительского участка, заходить на территории соседей. В это время молодые самцы начинают пробовать петь, и некоторое время их высокие хрупкие голоса выделяются среди уверенных и сильных голосов взрослых.
Молодые самки становятся половозрелыми уже в возрасте 21 день. Самцы немного позже. Приблизительно через месяц после рождения молодые пищухи покидают родительскую нору и разбредаются по округе в поисках пары и свободного места для норы. Иногда происходят стычки за территорию.

## Численность
Даурская пищуха в пределах ареала довольно обычна, местами, например в Туве, многочисленна. Численность подвержена значительным колебаниям как локальным, так и охватывающим большие территории.
В некоторых провинциях Китая даурских пищух истребляют ввиду причиняемого ими вреда сельскому хозяйству.
Даурские пищухи, как и другие представители семейства пищух могут являться переносчиками чумы, однако даурская пищуха, в отличие от монгольской, не относится к основным носителям.

## Подвиды даурской пищухи
- Ochotona dauurica bedfordi (Thomas, 1908) — обитает в провинции Шаньси (Китай);
- Ochotona dauurica annectens (Miller, 1911) — обитает в провинции Ганьсу (Китай);
- Ochotona dauurica mursaevi (Bannikov, 1951) — обитает в Дарханском и Увэр-Хангайском аймаках Монголии;
- Ochotona dauurica altaina (Thomas, 1911) — обитает на Алтае, в Туве,
- Ochotona dauurica dauurica (Pallas, 1776) —  обитает в Южной Сибири, Забайкалье, Северо-западной, Центральной и Восточной Монголии;

Некоторые исследователи выделяют подвид Ochotona dauurica altaina (Thomas, 1911) — обитает на Алтае, в Туве, Северо-западной Монголии (не путать с видом алтайская пищуха (Ochotona alpina).